# Ideologikritik
Ideologikritik er en form for litteraturkritisk analysemetode, der fokuserer på at analysere litterære og audiovisuelle værkers (fx film og tv-serier) værdigrundlag, der kommer til udtryk på mere eller mindre implicit vis. Fokus ligger på at analysere og påvise teksters bagvedliggende ideologiske sympatier og derefter at kritisere disse værkers holdningsmæssige grundlag. Det handler således for ideologikritikken om at kigge ”mistænksomt på værker og afsløre dem som undertrykkelsesmekanismer.”
I dansk sammenhæng vandt ideologikritikken frem i løbet af 1970'erne og var især toneangivende frem til 1980. I Danmark var det især tidsskrifterne K&K og Litteratur og samfund, der stod for at introducere tilgangen. Ideologikritikken er særligt interesseret i, hvordan der er en sammenhæng mellem tekster og samfundet – herunder især magtstrukturer. Tilgangen har grobund i marxistisk teori og det er især den ungarske litteraturteoretiker Georg Lukács, der står for at udvikle ideologikritikken i sin tidlige form.

## Begrebet
Ifølge litteraten Søren Schou er ideologikritikken mere en angrebsvinkel end en stringent metodisk litteraturanalytisk metode, hvilket i ideologikritikkens tidlige dage i slutningen af 1960'erne betød, at man mente, at litterære værker skulle forstås enten som "et forsvar for eller et opgør med det bestående samfund." Ideologikritikkens brug af begrebet "ideologi" adskiller sig dog fra dagligdagsprogets betydning i forståelsen "politisk anskuelse." Dette ideologibegreb tager udgangspunkt i Karl Marx og Friedrich Engels' ideologibegreb. For ideologikritikken betyder ideologi en falsk bevidsthed, om hvordan verden er indrettet: "Ideologien er de smukke forestillinger, som et samfunds magthavere indhyller virkeligheden i." Derfor har der også været en tendens til, ideologikritikkere beskæftigede sig med litteratur, som de "holdningsmæssigt tog afstand fra." Som Raymond Williams skriver om Marx og Engels ideologibegreb. Det handler om ""ideology as illusion, false consciousness, unreality, upside-down reality." Med andre ord er Marx og Engels en vigtig baggrund for at forstå argumentet om "ideologi-som-falsk-bevidsthed."

## Kritik
Tilgangen er blandt andet blevet kritiseret for at overbetone kulturelle aspekter ved værker og underbetone formelle eller æstetiske aspekter ved disse værker.

## Sekundærlitteratur
- Schou, Søren (2010) ”Ideologikritik” i Litteraturens tilgange (red. Johannes Fibiger, Gerd von Buchwald Lütken og Niels Mølgaard). København: Academica.